# Anabel Medina
Anabel Medina Ventura (* 15. Dezember 1996) ist eine dominikanische Leichtathletin, die sich auf den Sprint spezialisiert hat. 2021 gewann sie mit der dominikanischen Mixed-Staffel über 4-mal 400 Meter die Silbermedaille bei den Olympischen Spielen in Tokio.

## Sportliche Laufbahn
Erste internationale Erfahrungen sammelte Anabel Medina im Jahr 2014, als sie bei den Zentralamerika- und Karibik-Juniorenmeisterschaften in Morelia im 100-Meter-Lauf mit 12,36 s in der ersten Runde ausschied und mit der dominikanischen 4-mal-100-Meter-Staffel in 46,19 s den fünften Platz belegte. Zudem gewann sie mit der 4-mal-400-Meter-Staffel in 3:54,26 min die Bronzemedaille. 2017 nahm sie an der Sommer-Universiade in Taipeh teil und erreichte dort im 200-Meter-Lauf das Halbfinale, in dem sie mit 24,47 s ausschied, während sie mit der 4-mal-100-Meter-Staffel im Vorlauf disqualifiziert wurde. 2018 gewann sie bei den Zentralamerika- und Karibikspielen in Barranquilla in 43,68 s die Bronzemedaille mit der 4-mal-100-Meter-Staffel hinter den Teams aus Jamaika und Trinidad und Tobago. Zudem wurde sie mit der 4-mal-400-Meter-Staffel mit neuem Landesrekord von 3:33,64 min Vierte. Bei den World Athletics Relays 2021 im polnischen Chorzów wurde sie in 3:17,58 min Dritte in der Mixed-Staffel hinter den Teams aus Italien und Brasilien. 2021 gewann sie bei den Olympischen Sommerspielen in Tokio in der Mixed-Staffel über 4 × 400 m zusammen mit Lidio Féliz, Marileidy Paulino und Alexander Ogando die Silbermedaille.
2023 belegte sie bei den Juegos Bolivarianos in Valledupar in 23,50 s den vierten Platz über 200 Meter und belegte mit der 4-mal-400-Meter-Staffel in 3:37,89 min den vierten Platz. Zudem gewann sie bei den Ibero-Amerikanischen Meisterschaften in La Nucía in 43,81 s die Goldmedaille in der 4-mal-100-Meter-Staffel. Im Jahr darauf gewann sie bei den Zentralamerika- und Karibikspielen in San Salvador in 43,45 s die Bronzemedaille in der 4-mal-100-Meter-Staffel hinter den Teams aus Kuba und Trinidad und Tobago und mit der 4-mal-400-Meter-Staffel sicherte sie sich in 3:27,84 min die Silbermedaille hinter dem kubanischen Team. Im Oktober wurde sie bei den Panamerikanischen Spielen in Santiago de Chile im Vorlauf über 400 Meter disqualifiziert und siegte in 3:16,05 min gemeinsam mit Ezequiel Suárez, Robert King und Marileidy Paulino in der Mixed-Staffel. In der 4-mal-100-Meter-Staffel gewann sie in 44,32 s gemeinsam mit Liranyi Alonso, Marileidy Paulino und Martha Méndez die Bronzemedaille hinter den Teams aus Kuba und Chile und in der 4-mal-400-Meter-Staffel sicherte sie sich in 3:34,27 min gemeinsam mit Mariana Pérez, Franchina Martínez und Paulino die Silbermedaille hinter Kuba. Bei den World Athletics Relays 2024 in Nassau wurde sie in 3:16,68 min Fünfte im Finale in der Mixed-Staffel. Kurz darauf gewann sie bei den Ibero-Amerikanischen Meisterschaften in Cuiabá in 51,35 s die Silbermedaille über 400 Meter hinter der Puerto-Ricanerin Gabby Scott. Im August verpasste sie bei den Olympischen Sommerspielen in Paris mit 3:18,39 min den Finaleinzug in der Mixed-Staffel.
In den Jahren 2019, 2023 und 2024 wurde Medina dominikanische Meisterin im 400-Meter-Lauf.

## Persönliche Bestzeiten
- 100 Meter: 11,67 s (+0,7 m/s), 29. April 2017 in Medellín
- 200 Meter: 23,36 s (+2,0 m/s), 29. April 2017 in Medellín
- 400 Meter: 51,35 s, 11. Mai 2024 in Cuiabá